# De Sphaera
Ne doit pas être confondu avec De sphaera mundi.
Le Sphaerae coelestis et planetarum descriptio ou plus simplement De Sphaera est le manuscrit enluminé d'un traité d'astrologie écrit et décoré vers les années 1450-1460 en Lombardie. Il est actuellement conservé à la Bibliothèque Estense à Modène.

## Historique
L'histoire du manuscrit est très peu connue. Le folio 4 comporte des armes et emblèmes de Francesco Sforza et de sa femme Blanche Marie Visconti qui se sont mariés en 1441. Le manuscrit est donc postérieur à leur mariage et antérieur à la mort du duc de Milan en 1466. D'après le style des enluminures, la date du manuscrit peut être resserré entre 1450 et 1465. Ces miniatures ont parfois été attribuées à Cristoforo de Predis mais les œuvres de celui-ci sont uniquement datées des années 1470 alors que celles-ci sont bien antérieures. Le manuscrit a pu être apporté à Ferrare par leur petite-fille et fille de Galéas Marie Sforza, Anne Sforza à Ferrare, à la suite de son mariage avec Alphonse Ier d'Este en 1491. Il figure sur le catalogue de la bibliothèque des Este au XVIIe siècle.

## Description
Le manuscrit contient 15 miniatures en pleine page ainsi que 9 dessins astronomiques. Les miniatures représentent, outre les armes de l'ancien propriétaire, les 7 planètes et leurs enfants planétaires, c'est-à-dire l'influence de chaque planète sur certains hommes. Sur le verso, chaque planète est personnifiée et assortie des constellations correspondantes. Sur la recto en face, la scène représente des activités humaines, principalement issues de la vie quotidienne, placées sous le signe de cette planète. Cette iconographie présente des similarités avec des fresques du Palazzo Schifanoia de Ferrare.
Les miniatures sont encore très marquées par l'enluminure gothique, caractéristiques des enlumineurs lombards de l'époque. Les scènes sont bâties comme des paysages de tapisseries et la perspective n'est pas maîtrisée mais l'artiste présente un grand sens de l'observation de la vie quotidienne.